# Primera División 1925 (FUF)
Het seizoen 1925 van de Primera División was het derde seizoen van deze Uruguayaanse voetbalcompetitie, georganiseerd door de dissidente Federación Uruguaya de Football. Analoog aan deze competitie werd door de Asociación Uruguaya de Football de officiële Primera División georganiseerd. Zowel de competitie van de AUF als deze competitie werden tijdens het seizoen stopgezet om het schisma binnen het Uruguayaanse voetbal te beëindigen. De competitie kende daarom geen kampioen.

## Teams
Er namen zestien ploegen deel aan het derde seizoen van deze Primera División. Veertien daarvan speelden vorig seizoen al in de competitie, CA Cerro en Chaná promoveerden vanuit de División Intermedia. Zij kwamen in de plaats van de gedegradeerde ploegen Las Piedras, Roberto Chery en Charley FC.
Twee clubs speelden in zowel de Primera División van de AUF als die van de FUF mee. Dit waren CA Lito en Montevideo Wanderers FC. Om deze twee selecties van elkaar te onderscheiden, gebruikte Lito de naam CA Lito Cuadrado en speelde Montevideo Wanderers als Atlético Wanderers FC.
| Club                  | Stad       | Stadion                | Vorig seizoen |
| --------------------- | ---------- | ---------------------- | ------------- |
| Atlético Wanderers FC | Montevideo | Estadio Belvedere      | 2e            |
| CA Cerro              | Montevideo | Onbekend               | 1e (Int. B)   |
| Central FC            | Montevideo | Parque Ricci           | 8e            |
| Chaná                 | Onbekend   | Onbekend               | 1e (Int. A)   |
| Colón FC              | Montevideo | Onbekend               | 14e           |
| CA Defensor           | Montevideo | Onbekend               | 5e            |
| CA Lito Cuadrado      | Montevideo | Onbekend               | 3e            |
| Misiones FC           | Montevideo | Onbekend               | 9e            |
| Olimpia FC            | Montevideo | Onbekend               | 4e            |
| CA Peñarol            | Montevideo | Estadio de los Pocitos | 1e            |
| CA Peñarol del Plata  | Onbekend   | Onbekend               | 10e           |
| CA Roland Moor        | Onbekend   | Onbekend               | 17e           |
| CA Rosarino Central   | Montevideo | Onbekend               | 6e            |
| Solferino SC          | Montevideo | Onbekend               | 11e           |
| IA Sud América        | Montevideo | Onbekend               | 7e            |
| Uruguayo              | Onbekend   | Onbekend               | 12e           |

## Competitie-opzet
De competitie kende een bijzondere opzet: de eerste fase werd gespeeld in twee groepen en tijdens de tweede fase speelden alle ploegen tegen elkaar.
Eerdere pogingen om beide Uruguayaanse voetbalbonden - de (dissidente) FUF en de (officiële) AUF - te herenigen waren mislukt. Een afvaardiging van de pers wendde zich daarop tot José Serrato, de president van Uruguay, om te bemiddelen. Om ook deze poging niet te laten mislukken stelde Serrato enkele eisen: deze moest worden geaccepteerd door beide bonden, er kon geen beroep tegen worden aangetekend en beide bonden zouden een gelijk aantal neutrale adviseurs mogen aanstellen om Serrato te helpen. Deze voorwaarden werden geaccepteerd door de FUF en de AUF.
Op 9 oktober kwam de president met zijn uitspraak: beide bonden verloren vanaf dat moment hun autoriteit. Deze ging over naar de Consejo Provisorio de Football Nacional, die bestond uit de tien adviseurs die hem hadden geholpen. Deze voorlopige raad zou het Uruguayaanse voetbal vertegenwoordigen en het competitievoetbal organiseren in 1926. Zodra deze reorganisatie klaar was zou de Consejo Provisorio worden opgeheven.
Een gevolg van de uitspraak van Serrato was dat deze Primera División (en die van de AUF) werden gestaakt. Op dat moment was titelverdediger CA Peñarol nog ongeslagen met 17 punten uit negen wedstrijden.
De regeling voor het competitievoetbal bepaalde dat er in 1926 twee divisies werden georganiseerd: een Serie A met de clubs die tijdens het ontstaan van het schisma (1922) in de Primera División speelden en een Serie B met de overige clubs die in 1925 in de Primera División (van de FUF of de AUF) speelden. In 1927 zou er weer een Primera División worden georganiseerd waarin alle ploegen uit de Serie A, plus de tien beste ploegen uit de Serie B waren opgenomen.

### Kwalificatie voor internationale toernooien
Dit seizoen waren er geen internationale bekers waar Uruguayaanse clubs zich voor kwalificeerden.

### Tussenstand
De competitie werd middenin het seizoen afgebroken. De clubs zijn gerangschikt op alfabetische volgorde.
|    | Club                  | Sp. | W | G | V | Pnt. | DV | DT | DS  |
| -- | --------------------- | --- | - | - | - | ---- | -- | -- | --- |
| –. | Atlético Wanderers FC |     |   |   |   |      |    |    |     |
| –. | CA Cerro              | 6   | 2 | 3 | 1 | 9    | 4  | 5  | –1  |
| –. | Central FC            |     |   |   |   |      |    |    |     |
| –. | Chaná                 |     |   |   |   |      |    |    |     |
| –. | Colón FC              |     |   |   |   |      |    |    |     |
| –. | CA Defensor           |     |   |   |   |      |    |    |     |
| –. | CA Lito Cuadrado      |     |   |   |   |      |    |    |     |
| –. | Misiones FC           |     |   |   |   |      |    |    |     |
| –. | Olimpia FC            |     |   |   |   |      |    |    |     |
| –. | CA Peñarol            | 9   | 8 | 1 | 0 | 17   | 21 | 2  | +19 |
| –. | CA Peñarol del Plata  |     |   |   |   |      |    |    |     |
| –. | CA Roland Moor        |     |   |   |   |      |    |    |     |
| –. | CA Rosarino Central   |     |   |   |   |      |    |    |     |
| –. | Solferino SC          |     |   |   |   |      |    |    |     |
| –. | IA Sud América        |     |   |   |   |      |    |    |     |
| –. | Uruguayo              |     |   |   |   |      |    |    |     |

### Legenda
| Kleur | Deelname aan |
| ----- | ------------ |
|       | Serie A 1926 |
|       | Serie B 1926 |

| Winnaar Primera División 1925 |
| ----------------------------- |
| Geen Competitie gestaakt      |

1900 · 1901 · 1902 · 1903 · 1904 · 1905 · 1906 · 1907 · 1908 · 1909 · 1910 · 1911 · 1912 · 1913 · 1914 · 1915 · 1916 · 1917 · 1918 · 1919 · 1920 · 1921 · 1922 · 1923 · 1924 · 1925 · 1926 · 1927 · 1928 · 1929 · 1930 · 1931 · 1932 · 1933 · 1934 · 1935 · 1936 · 1937 · 1938 · 1939 · 1940 · 1941 · 1942 · 1943 · 1944 · 1945 · 1946 · 1947 · 1948 · 1949 · 1950 · 1951 · 1952 · 1953 · 1954 · 1955 · 1956 · 1957 · 1958 · 1959 · 1960 · 1961 · 1962 · 1963 · 1964 · 1965 · 1966 · 1967 · 1968 · 1969 · 1970 · 1971 · 1972 · 1973 · 1974 · 1975 · 1976 · 1977 · 1978 · 1979 · 1980 · 1981 · 1982 · 1983 · 1984 · 1985 · 1986 · 1987 · 1988 · 1989 · 1990 · 1991 · 1992 · 1993 · 1994 · 1995 · 1996 · 1997 · 1998 · 1999 · 2000 · 2001 · 2002 · 2003 ·  2004 · 2005 · 2005/06 · 2006/07 · 2007/08 · 2008/09 · 2009/10 · 2010/11 ·  2011/12 · 2012/13 · 2013/14 · 2014/15 · 2015/16 · 2016 · 2017 · 2018 · 2019 · 2020 · 2021 · 2022 · 2023